# Авраменко Ілля Корнійович
Авра́менко Ілля́ Корні́йович (рос. Авраменко Илья Корнильевич; 31 липня 1907, Володькова Дівиця — 23 квітня 1973) — поет і прозаїк.

## Життєпис
Народився у сім'ї бідного українського селянина. У 3-річному віці разом з батьками переїхав до Сибіру, куди гнало українців малоземелля. На Далекому Сході пройшла юність Іллі.
Жив в Томську, навчався в залізничній школі. У 1922 році вступив до Томського технологічного інституту, який через півроку залишив. У 1925 році за відрядженням Томського губернського комітету РКСМ поїхав вчитися до Москви — до Вищого літературно-художнього інституту імені В. Я. Брюсова. Оскільки інститут до приїзду молодого поета був уже закритий, за допомогою самого наркома А. В. Луначарського вступив до Ленінградського університету.
У 1930-х роках — член правління Ленінградського відділення Союзу радянських письменників. Працював редактором журналу «Зірка». Член ВКП (б) з 1940 року.
З червня 1935 року жив у Ленінграді, набережна каналу Грибоєдова, будинок 9.

Учасник радянсько-фінської війни 1939—1940 років. У 1941—1944 роках був кореспондентом газети Карельського фронту «В бій за Батьківщину!». Після війни разом з В. О. Рождественським керував літературним об'єднанням при ленінградській філії газети «Червона Зірка».

У 1950-х — 1960-х роках був головним редактором Ленінградського відділення видавництва «Радянський письменник».
Помер 23 квітня 1973 від інфаркту міокарда. Похований в Санкт-Петербурзі на Шуваловському кладовищі.

## Творчість
Автор ряду поетичних збірок і прозових творів, присвячених Півночі, в тому числі Мурману, патріотизму, Вітчизняній війні.
Перші публікації віршів з'явилися в томських газетах «Червоний прапор» та «Комсомолець».
Дебют поета відбувся в 1931, коли в серії «Сучасна пролетарська література» вийшла збірка його віршів «Шостий горизонт», а в серії «Масова бібліотека» — «Поема про Самарську луку».
У 1939 вийшла його книга «Долина кедрів», до якої увійшли вірші про Томськ і Сибір. Кілька збірок було опубліковано під час війни — «Батьківщині присягаю» (1941), «Ніч напередодні безсмертя» (1943).
Також вийшли друком «Стихотворения и поэмы» (1955), «Дом на Мойке» (роман у віршах; 1957, окреме видання — 1959), «Стихотворения. Поэмы. Сказки» (1959), «Фарватер в огнях» (1960) та інші.
Писав російською мовою.
Вибрана бібліографія:
- Шестой горизонт. Л.-М., 1931
- Долина кедров Л., Гослитиздат, 1939;
- Походная тетрадь Л., Советский писатель, 1940;
- Родине присягаю Л., Советский писатель,1941;
- Ночь накануне бессмертия (1943);
- Дорога гвардии (1944);
- Костер на перекрестке (1944);
- Ветер странствий (1945)
- Стихотворения. Л., 1951
- Знойный полдень. Абакан, 1954
- Стихотворения и поэмы Л., Лениздат, 1955
- Дальние берега. Стихи. Л., Советский писатель, 1955
- Дом на Мойке (роман в стихах), Л., 1957, 1959
- Стихотворения. Поэмы. Сказки Л., Гослитиздат, 1959,
- Фарватер в огнях (1960)
- Обращение к реке. М., 1961
- Синичьи заморозки. Л., 1964
- Стихотворения и поэмы. Новосибирск, 1966
- Нарымская повесть (поэма). Л., Советский писатель, 1967
- Легенды и походы. М., Воениздат, 1968
- Ещё в долине август. Л., 1971
- Вечерний плес. Л., 1972.
- Берестень. Л., 1983

## Відзнаки
- орден Вітчизняної війни II ступеня (31.8.1944)
- орден Трудового Червоного Прапора (28.10.1967)
- орден «Знак Пошани» (30.07.1957)
- медалі